# Rzeki w Dakocie Północnej
Lista rzek w stanie Dakota Północna.

## ZlewiskaOceanu Atlantyckiego

### Dorzecza Missouri
- Missouri (3 767 km)
  - Yellowstone (1 080 km)
  - Little Muddy Creek (72 km)
  - Tobacco Garden Creek (48 km)
  - White Earth (80 km)
  - Little Knife (b.d.)
  - Little Missouri (901 km)
  - Knife (193 km)
    - Little Knife (b.d.)
    - Spring Creek (80 km)

  - Heart (290 km)
    - Green (32 km)

  - Little Heart (b.d.)
  - Cannonball (217 km)
    - Cedar Creek (24 km)

  - North Fork Grand (129 km)
  - James (1 143 km)
    - Pipestem (b.d.)
    - Elm (b.d.)
      - Maple (b.d.)

## Zlewiskajeziora Winnipeg

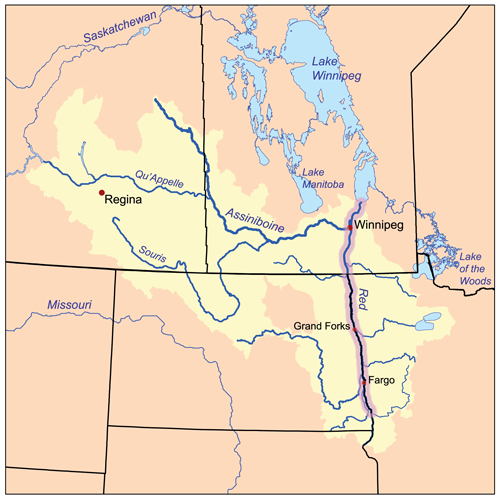
Red

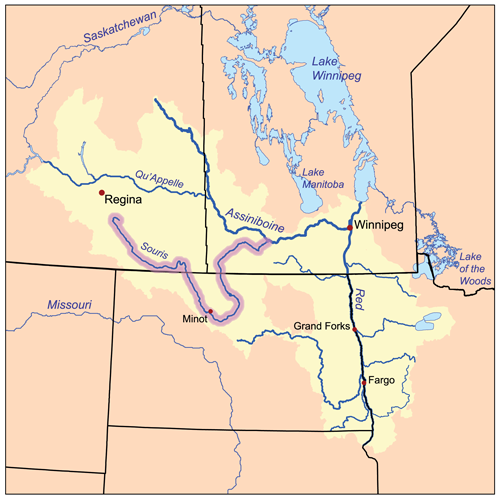
Souris

### Dorzecza Red
- Red (885 km)
  - Bois de Sioux (66 km)
  - Wild Rice (404 km)
  - Sheyenne (951 km)
    - Maple (319 km)
    - Rush (b.d.)
    - New Rockford (b.d.)

  - Elm (b.d.)
  - Goose (288 km)
    - Little Goose (b.d.)

  - Turtle (120 km)
  - Forest (130 km)
  - Park (b.d.)
  - Pembina (513 km)
    - Tonque (145 km)

### Dorzecza Assiniboine
- Assiniboine[1]
  - Souris (700 km)
    - Des Lacs (b.d.)
    - Wintering (b.d.)
    - Deep (b.d.)
      - Cut Ban Creek (b.d.)